# La Corta (Jerez de la Frontera)
La Corta es una barriada rural de Jerez de la Frontera (Andalucía, España)

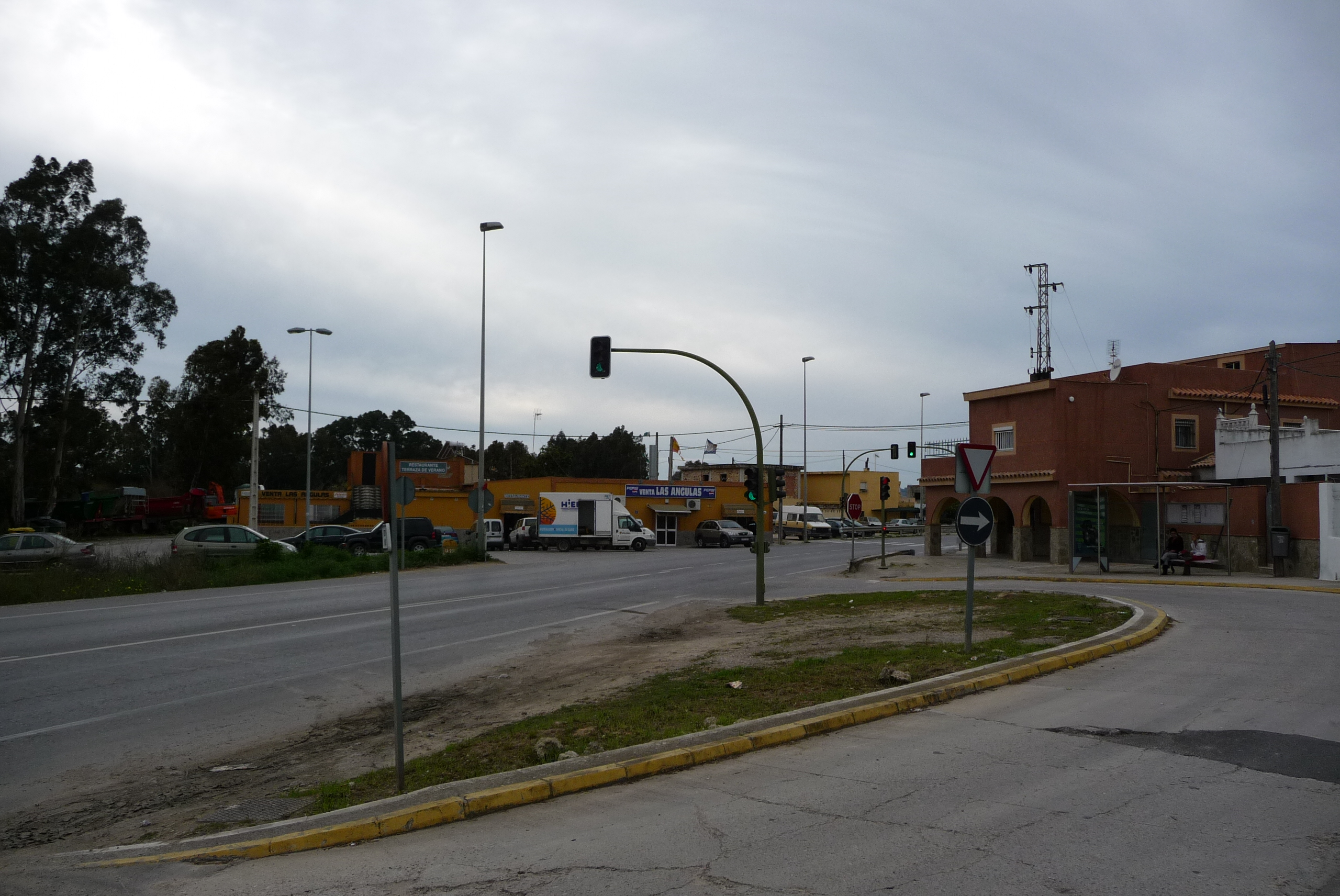
La Corta

## Historia

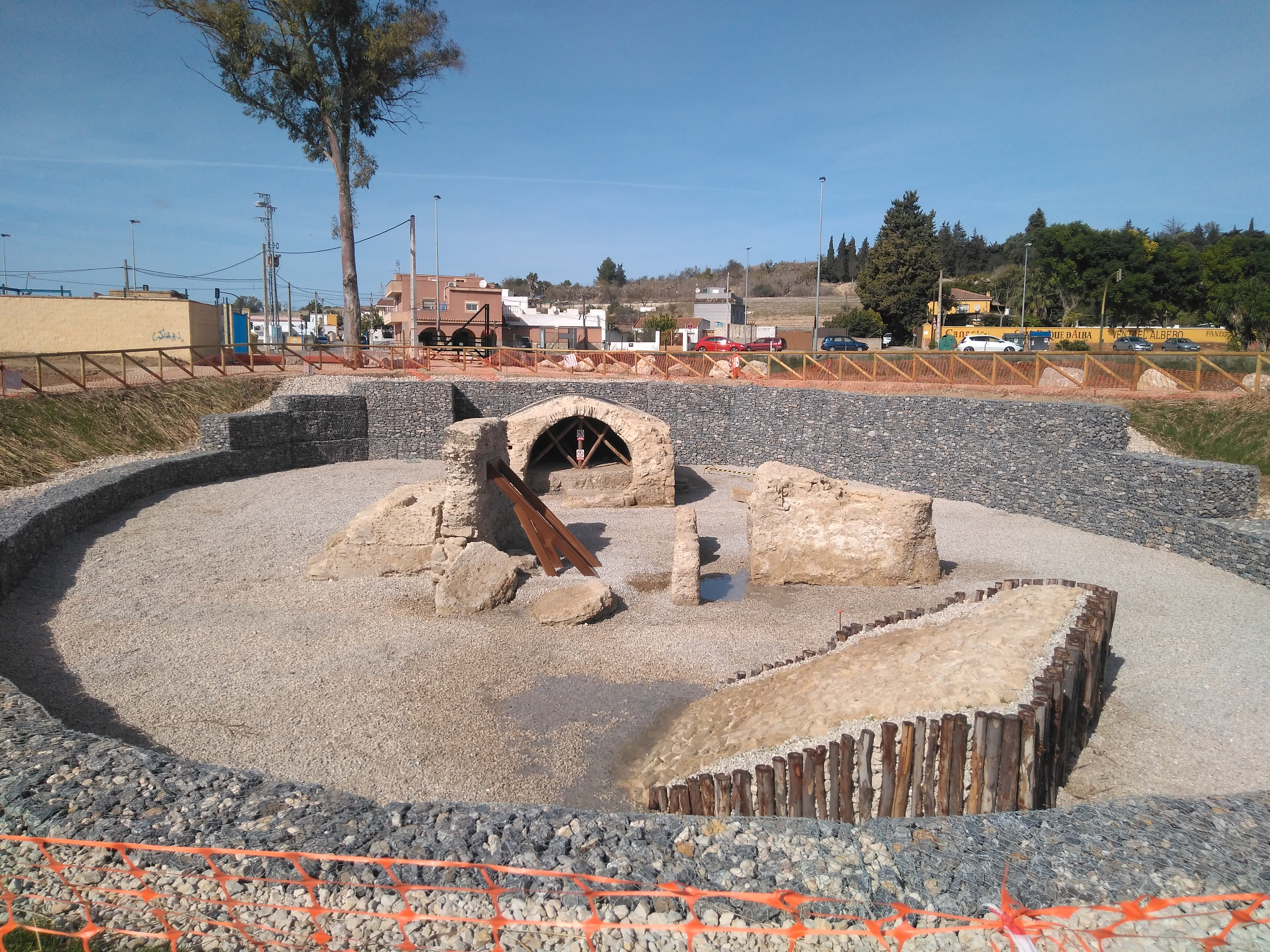
Molino romano

Hay restos de época romana y andalusí en la zona únicos en el Mediterráneo. En 2019 se pone en marcha la creación de un museo y la inclusión del yacimiento arqueológico en el Catálogo General del Patrimonio Histórico Andaluz.
Se localiza en el antiguo "Vado de los Hornos"
En 1899 se construye un azud en el Guadalete para regar la zona. A pesar de que inicialmente los resultados fueron bueno sy se introdujo el cultivo de la remolacha (construyéndose la azucarera de El Portal), las inundaciones del río hicieron poca rentable la inversión.
Durante la Guerra Civil fue escenario de fusilamientos.

## Fiestas
Celebra anualmente su verbena en el mes de agosto. La edición de 2018 destacó por ser la primera vez que una transexual se coronaba reina del evento

## El río

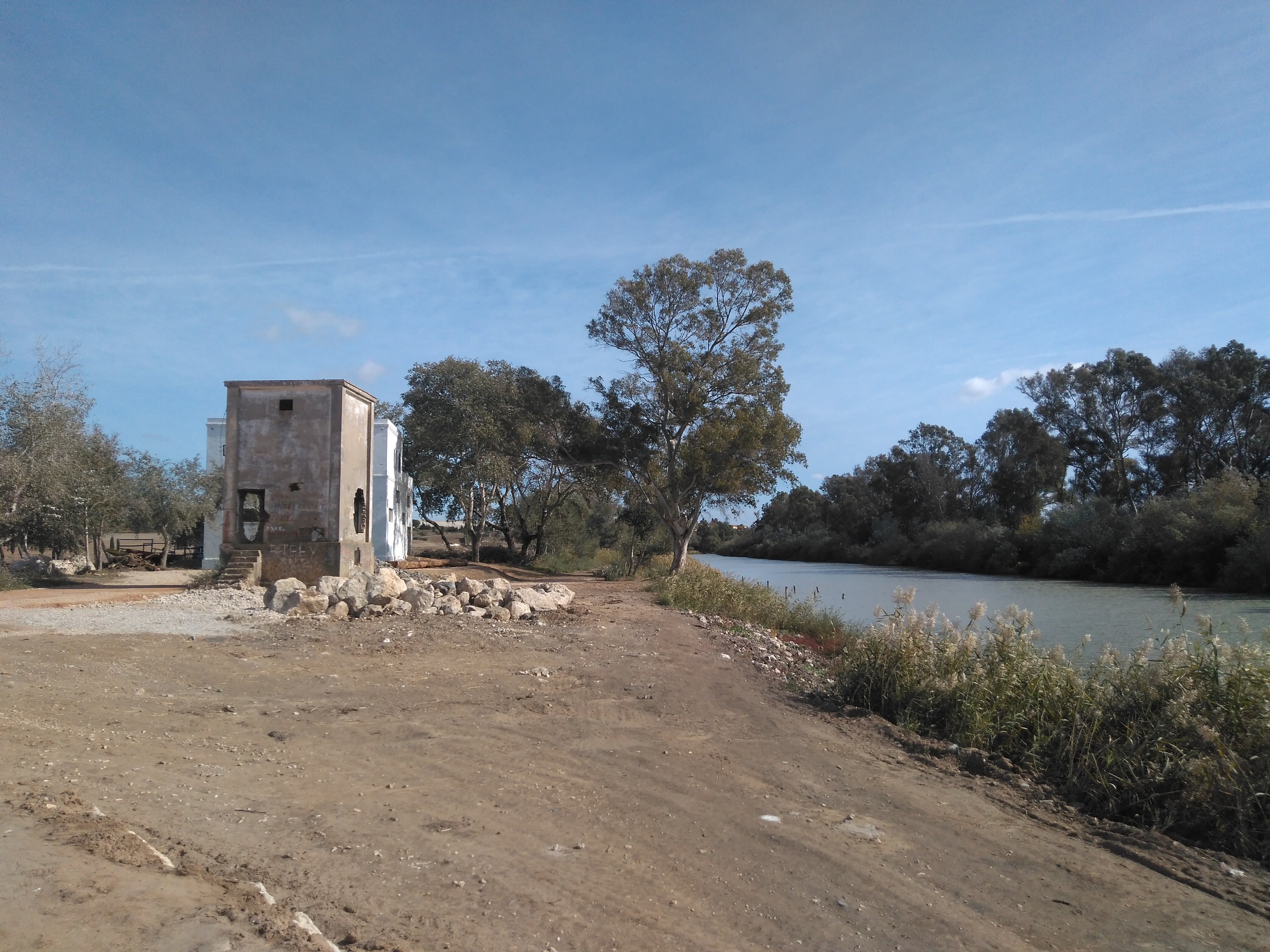
Guadalete al pasar por La Corta

La barriada está en una zona que sufre frecuentes inundaciones del Río Guadalete

## Entorno
La barriada está situada junto al Monasterio de la Cartuja